# Proboszczowskie Jezioro
Proboszczowskie Jezioro – jezioro w woj. wielkopolskim, w powiecie złotowskim, w gminie Zakrzewo, leżące na terenie Pojezierza Południowokrajeńskiego.

## Dane morfometryczne
Powierzchnia zwierciadła wody według różnych źródeł wynosi od 8,6 ha przez 9,21 ha (lustra wody) do 11,39 ha (ogólna).
Zwierciadło wody położone jest na wysokości 121,7 m n.p.m.

## Hydronimia
Według spisu opracowanego przez Komisję Nazw Miejscowości i Obiektów Fizjograficznych (KNMiOF) z 2006 roku nazwa tego jeziora to Księże Jezioro. W 2019 roku ustalono nową urzędową nazwę tego jeziora – Proboszczowskie Jezioro. W różnych publikacjach i na mapach topograficznych jezioro to występuje pod nazwą Proboszczowskie-Zakrzewskie. Dane z państwowego rejestru nazw geograficznych podają oboczne nazwy tego jeziora: Jezioro Książe i Księże Jezioro.